# Jean-Pierre Maradan
Jean-Pierre Maradan (19 februari 1954) is een Zwitsers voormalig voetballer die speelde als verdediger.

## Carrière
Maradan speelde in de jeugd van FC Grenchen, en maakte in 1971 zijn profdebuut voor de ploeg, in 1971 promoveerde ze naar de Nationalliga A en wisten ze de Uhrencup te winnen. In 1976 vertrekt hij bij Grenchen om te gaan spelen voor FC Basel, hij werd landskampioen in 1977 en 1980, won de Uhrencup in 1978, 1979, 1980 en 1983; de Alpencup won hij in 1981. In 1984 vertrekt hij bij Basel om terug te keren naar FC Grenchen waar hij in 1985 nog eens de Uhrencup wint.
Hij speelde één interland in 1977 voor Zwitserland en wist daarin niet te scoren.

## Erelijst
- FC Grenchen
  - Uhrencup: 1971, 1985
- FC Basel
  - Landskampioen: 1977, 1980
  - Uhrencup: 1978, 1979, 1980, 1983
  - Alpencup: 1981